# Universidade Kimpa Vita
A Universidade Kimpa Vita (UNIKIVI) é uma universidade pública angolana sediada na cidade de Uíge.
A universidade surgiu do desmembramento do campus Uíge da Universidade Agostinho Neto em meio as reformas no ensino superior angolano ocorridas nos anos de 2008 e 2009.
Tem sua área de atuação restrita a província de Uíge.

## Origem do nome
A universidade homenageia Beatriz Quimpa Vita (1684-1706). Esta personagem foi uma profeta feminina popular no reino do Congo, criadora de um movimento que utilizava os símbolos cristãos, ao mesmo tempo que clamando pela manutenção das raízes culturais tradicionais do Congo. Chegou também a ser a regente de Mabanza Congo. Considerada mártir, foi condenada à morte na fogueira pelo rei (manicongo) do Reino do Congo Pedro IV a 2 de Julho de 1706.

## Histórico
A UNIKIVI remonta sua tradição histórica na formação dos Institutos Superiores de Ciências da Educação (ISCED's). O centro universitário do Uíge foi criado como um ISCED no ano de 1983, no seio da Universidade Agostinho Neto (UAN). Entretanto por motivos de carência de recursos humanos (docentes), materiais e financeiras, o primeiro centro de Uíge teve que encerrar suas atividades ainda na década de 1980.
Em Agosto de 1997, foi reinaugurado o centro universitário de Uíge (novamente como ISCED), com o início das aulas tendo ocorrido efetivamente em dezembro de 1997, ofertando os Cursos de Psicologia e Pedagogia.
Em 2008 o ISCED Uíge é afetado com a reforma do ensino superior promovida pelo governo de Angola. A reforma propunha a descentralização dos polos da UAN, de maneira que pudessem constituir novos centros universitários autônomos. De tal proposta surgiu a Universidade Kimpa Vita (UNIKIVI), efetivada pelo decreto-lei n° 7/09, de 12 de Maio de 2009 aprovado pelo Conselho de Ministros. Com este novo fato foram agregadas as instituições de ensino superior então existentes nas províncias do Uíge e do Cuanza Norte.
Pelo decreto presidencial nº 285, de 29 de outubro de 2020 — que reorganiza a Rede de Instituições de Ensino Superior Pública de Angola (RIPES) — o campus de Nadalatando, antes vinculado a UNIKIVI, passou à autonomia.

## Infraestrutura
A UNIKIVI é composta das seguintes unidades orgânicas:

### Escola Superior Politécnica
Sediada em Uíge, oferta os seguintes cursos:
- Enfermagem
- Contabilidade e Gestão
- Engenharia Informática
- Agronomia
- Medicina

### Faculdade de Direito
Sediada em Uíge, oferta somente o curso de Direito.

### Faculdade de Economia
Sediada em Uíge, oferta somente o curso de Economia